# Bombylisoma flavipes
Bombylisoma flavipes är en tvåvingeart som först beskrevs av Hesse 1938.  Bombylisoma flavipes ingår i släktet Bombylisoma och familjen svävflugor.
Artens utbredningsområde är Namibia. Inga underarter finns listade i Catalogue of Life.